# Vlaamse ongekleurde reeks
De eerste verhalen van Suske en Wiske werden na publicatie in De Standaard uitgebracht door Standaard Boekhandel in de Vlaamse ongekleurde reeks. Het eerste album was Op het eiland Amoras in 1947, dat ook in een kleine oplage werd uitgegeven door De Stem (speciaal voor Zeeland, Brabant en Limburg). Daarvoor verscheen in 1946 nog de voorloper van de reeks: De avonturen van Rikki en Wiske.
Vanaf 1953 werd een deel van de verhalen uit de Vlaamse ongekleurde reeks ook in het Nederlands uitgegeven in de Hollandse ongekleurde reeks. Vanaf 1959 kregen de nieuwe verhalen en enkele oude verhalen een steunkleur, zodat twee nieuwe reeksen begonnen: De Vlaamse tweekleurenreeks en de Hollandse tweekleurenreeks. Nog later ontstonden de Gezamenlijke tweekleurenreeks en de Vierkleurenreeks, in de laatstgenoemde reeks werden de oude verhalen opnieuw opgenomen. 
De hierboven genoemde reeksen worden gezamenlijk de Rode reeks genoemd.